# Boston-Marathon 1945
| 49. Boston-Marathon    | 49. Boston-Marathon        |
| ---------------------- | -------------------------- |
| Stadt                  | Boston, Vereinigte Staaten |
| Datum                  | 19. April 1945             |
| Distanz                | 41,1 – 42,2 Kilometer      |
| Sieger                 |                            |
| Männer                 | Johnny Kelley (2:30:40 h)  |
| ← Boston-Marathon 1944 | Boston-Marathon 1946 →     |
| Website                | Offizielle Website         |

Der Boston-Marathon 1945 war die 49. Ausgabe der jährlich stattfindenden Laufveranstaltung in Boston, Vereinigte Staaten. Der Marathon fand am 19. April 1945 statt. Die Laufdistanz betrug zwischen 41,1 und 42,2 Kilometer.
Es gewann Johnny Kelley in 2:30:40 h.

## Ergebnis
| Platz | Athlet          | Land               | Zeit (h) |
| ----- | --------------- | ------------------ | -------- |
| 01    | Johnny Kelley   | Vereinigte Staaten | 2:30:40  |
| 02    | Lloyd Bairstow  | Vereinigte Staaten | 2:32:50  |
| 03    | Don Heinicke    | Vereinigte Staaten | 2:36:28  |
| 04    | Robert Rankine  | Kanada             | 2:38:03  |
| 05    | Lloyd Evans     | Kanada             | 2:39:43  |
| 06    | Charles Robbins | Vereinigte Staaten | 2:39:51  |
| 07    | Louis Young     | Vereinigte Staaten | 2:40:23  |
| 08    | Tony Medeiros   | Vereinigte Staaten | 2:41:04  |
| 09    | Jock Semple     | Vereinigte Staaten | 2:47:36  |
| 10    | Albert Morton   | Kanada             | 2:49:55  |